# César del Villar y Villate
César del Villar y Villate   (Sestao, 23 de desembre de 1843 - Bilbao, 2 de setembre de 1917) va ser un militar i polític espanyol, que va arribar a ser Ministre de la Guerra.

## Biografia
Fill de José Manuel Villar y Salcedo i d'Antonia Villate de la Hera, germana del general Blas Villate y de la Hera i, per tant, amb antecedents militars en la seva família, va ser nomenat  ministre de la Guerra al desembre de 1904, càrrec que va exercir fins a gener de l'any següent en què va dimitir per no estar conforme que les sessions de les Corts es reprenguessin el dia del sant d'Alfons XIII.
Va ser Capità General de Madrid i Capità General de Catalunya de 1914 a 1915.
Està enterrat al Cementiri de Sestao i té un carrer en aquesta localitat, a més de comptar amb el títol de Fill Predilecte.